# OpenGL ES
OpenGL ЕS (за вградени системи) спада към OpenGL 3D graphics application programming interface разработен за въвеждащите устройства, като мобилните телефони и конзоли. OpenGL се ръководи от технологията consortium от Khronos Group Inc.

## Версии
Съществуват няколко версии на OpenGl ES. Версиите на OpenGL 1.0 и 1.1 имат common и common lite пакети, разликата между тях е, че common lite пакета поддържа само fixed-point вместо floating point поддръжка на данни, а common пакета поддържа и двата вида.

### OpenGL ES 1.0
Със същата функционалност както при OpenGL API и добавена малко повече. Две от другите важни промени между OpenGL ES и OpenGL са премахването на glBegin...glEnd и представянето на fixed-point данни.

### OpenGL ES 1.1
Добавя към OpenGL ES 1.0 функционалност, като представя допълнителни черти, като поддръжка на multitexture и по-добра поддръжка на multitexture, автоматично генериране на mipmap и по-добър контрол над point rendering.

### OpenGL ES 2.0
Публично издаден през март 2007 г. Игрите изглеждат още по-красиви и позволява на разработчиците да ги правят и с по усложнени 3d графични енджини. Единственият проблем е, че OpenGL ES 2.0 не е обратно съвместим с OpenGL ES 1.1.

### OpenGL ES 3.0
Публично издаден през август 2012 г. OpenGL ES 3.0 е обратно съвместим с OpenGL ES 2.0. Шейдърният език GLSL ES е обновен, като е добавена пълна поддръжка на 32-битовите операции с цяло число и плаваща запетая.